# Censure en Arabie saoudite
La censure en Arabie saoudite frappe de nombreuses formes de médias, notamment les livres, les journaux, les magazines, les films, la télévision et les contenus publiés sur Internet.
Le gouvernement saoudien surveille de près les médias et les restreint en vertu de la loi officielle de l'État. Certains efforts menés par le gouvernement pour contrôler l'information ont attiré l'attention internationale. En 2014, Reporters sans frontières décrivait le gouvernement comme « implacable dans sa censure des médias saoudiens et d'Internet » et, en 2018, il classait l'Arabie saoudite 169e sur 180 pays pour la liberté de la presse,.

## Loi et fonctionnement
La réglementation gouvernementale des médias n'a été formellement détaillée qu'en 1992, lorsqu'une nouvelle vague de mécontentement est apparue au sein de la population. Le gouvernement a publié une déclaration de politique médiatique en 1992, qui décrivait les objectifs des journalistes : ces objectifs comprenaient à la fois une composante religieuse et une composante politique, respectivement en faveur de l'islam et de l'Arabie saoudite. Le gouvernement avait soit un contrôle direct, soit exerçait indirectement un pouvoir sur les sources médiatiques afin d'empêcher toute critique de la famille royale, du gouvernement ou des valeurs islamiques.

L'Arabie saoudite se distingue des autres pays du Conseil de coopération du Golfe en ce que sa constitution ne protège pas la liberté d'expression. La Loi fondamentale de l'Arabie saoudite, promulguée en tant que constitution informelle en 1992, spécifiait formellement les limites de la libre expression. L'article 39 de la loi fondamentale de gouvernance du royaume stipule que:
[Les médias] n'ont pas le droit de commettre des actes conduisant au désordre et à la division, affectant la sécurité de l'État et ses relations publiques, ou portant atteinte à la dignité et aux droits humains.
La loi sur l'impression et la publication, promulguée en 2003, a élargi la réglementation des médias, englobant les livres, les dessins, les écrits, les photographies, les films, les enregistrements, les émissions de radio et de télévision. La loi, qui est appliquée par le ministère de la Culture et de l'Information, exige une licence gouvernementale pour l'une des activités susmentionnées. Il énonce une série de restrictions, y compris le fait que les imprimés ne seront pas en conflit avec la charia, ne menaceront pas la sécurité publique et ne «susciteront pas de discorde parmi les citoyens». Bien que cette loi ait été rédigée dans le contexte de la presse écrite, elle s'étend également aux médias électroniques. En 2007, le gouvernement saoudien a publié une loi anti-cybercriminalité, qui répertorie les cybercrimes pouvant entraîner des peines d'emprisonnement et des amendes. La loi interdit spécifiquement les contenus qui ont un impact négatif sur l'ordre public, les valeurs religieuses, la moralité publique et la vie privée, «via le réseau d'information ou les ordinateurs», qui peuvent inclure des contenus faisant la promotion de la consommation de drogue, de la pornographie, des jeux d'argent ou du terrorisme.
Un décret royal de 2011 a étendu l'obligation de licence pour inclure les journaux et les blogs en ligne et des sanctions accrues pour les violations de l'ancienne loi sur la presse. Ces sanctions comprennent de lourdes amendes, la suppression du contenu et éventuellement la fermeture de l'établissement responsable, ainsi que la suspension ou l'interdiction de la personne ou du groupe de publier à l'avenir. En accusant des individus de violations, le gouvernement applique souvent ces lois, parfois en conjonction avec les lois antiterroristes. Ces lois élargissent la définition du terrorisme pour inclure les contenus préjudiciables à l'Arabie saoudite, à sa réputation, à sa stabilité et à sa sécurité.
Le ministère de l'Information est chargé de superviser les médias saoudiens et a été qualifié de « principal agent de censure » dans le royaume. Une unité spéciale, le département de la gestion des publications, analyse les publications et émet des «directives» aux journaux et magazines qui indiquent la manière dont un sujet donné doit être traité.

## Presse
La presse écrite d'Arabie saoudite, bien que privée, est étroitement liée au gouvernement. L'enregistrement de nouveaux journalistes, les changements dans le personnel d'un média et la création de nouveaux médias nécessitent tous l'approbation du gouvernement. En raison des subventions gouvernementales, les quotidiens comptent souvent sur le soutien de l'État et ont tendance à s'aligner sur l'Agence de presse saoudienne sur des sujets plus controversés. Malgré cela, les journaux publient de plus en plus d'articles sur des sujets tels que la criminalité, le trafic de drogue et l'extrémisme.
Une certaine censure des journaux et magazines étrangers cible les contenus de nature sexuelle, y compris la nudité, la pornographie et l'homosexualité. En 1994, tous les magazines féminins saoudiens ont été interdits par le ministère de l'Information. Ce mouvement était considéré comme lié aux pressions de l'establishment religieux ou des oulémas. Après cette interdiction, dix-neuf des vingt-quatre magazines ont fermé leurs portes parce que leurs principaux revenus étaient des revenus publicitaires payés par des sociétés saoudiennes.
Il existe de nombreux cas documentés où le gouvernement saoudien a forcé la démission de journalistes ou leur a interdit de publier dans le pays. Le Comité pour la protection des journalistes a rapporté en 2002 que le ministère de l'Information avait contraint deux rédacteurs en chef de journaux à démissionner et renvoyé le directeur d'une maison d'édition en raison du caractère critique et libéral de ce qu'ils avaient publié. Plusieurs autres écrivains ont été bannis de la presse en 2003, dont Wajeha al-Huwaider, écrivain pour Al-Watan et Arab News, et éminente militante des droits des femmes.
Bien que le ministère de l'Information soit chargé de surveiller la presse, l'establishment religieux d'Arabie saoudite alerte également le gouvernement sur les actions des journalistes. Dans certains cas, des religieux ont demandé que des punitions, y compris la mort, soient infligées aux critiques de l'islam wahhabite dans les médias. Ces sanctions ont parfois été prononcées devant un tribunal religieux, comme en 2003, lorsque le journaliste Mansour al-Nogaidan a affirmé avoir été condamné à 75 coups de fouet pour ses articles critiquant la doctrine religieuse du pays.

### Jamal Khashoggi
Le cas du journaliste Jamal Khashoggi a attiré l'attention internationale. Après de nombreuses années en tant que journaliste et correspondant à l'étranger pour plusieurs journaux arabes, Khashoggi a travaillé comme rédacteur en chef adjoint pour Arab News de 1999 à 2003. En 2003, il est devenu rédacteur en chef d'Al Watan, un quotidien qui a poussé à la réforme en Arabie saoudite et a publié des informations sur des questions plus délicates, en particulier concernant les attentats à la bombe de Riyad. Khashoggi a été démis de ses fonctions à Al Watan parce que sous sa direction, les chroniqueurs ont écrit des articles interrogeant la police religieuse et critiquant Ibn Taymiyya, l'islamiste qui a inspiré le wahhabisme. Il a quitté l'Arabie saoudite et a commencé à travailler à l'ambassade saoudienne à Washington, mais est ensuite retourné à Al Watan jusqu'à ce qu'il soit de nouveau démis de ses fonctions trois ans plus tard.
Après avoir quitté Al Watan, Khashoggi est apparu en tant que commentateur sur différentes chaînes d'information arabes et internationales et a écrit pour diverses publications. Khashoggi était chroniqueur pour le journal Al-Hayat mais a été interdit d'écriture en décembre 2016 après avoir écrit des articles critiquant Donald Trump. Il a quitté le Royaume, partant pour un «exil auto-imposé» aux États-Unis en 2017, par crainte d'être arrêté, et a commencé à écrire pour le Washington Post.
Le 2 octobre 2018, Khashoggi a disparu après son entrée au consulat saoudien à Istanbul. Il devait recueillir des documents auprès du consulat. Des responsables saoudiens ont affirmé qu'ils n'étaient pas responsables de la mort de Khashoggi mais qu'ils n'étaient pas en mesure de fournir des preuves de ce qui s'était passé. Pendant ce temps, des responsables turcs ont déclaré que des agents saoudiens l'avaient tué et démembré, avant de le jeter dans une forêt turque. Les responsables saoudiens ont rapporté plus tard que Khashoggi était mort dans une bagarre avec des personnes qu'il avait rencontrées au consulat. Après plusieurs semaines d'affirmations contradictoires du gouvernement saoudien, la Central Intelligence Agency américaine a conclu que le prince héritier Mohammed ben Salmane avait ordonné l'assassinat de Khashoggi, bien que la question de savoir qui dirigeait l'assassinat soit toujours en question par certaines parties.
Cette affaire a été très médiatisée en raison de la notoriété de Khashoggi en tant que journaliste lié à la famille royale et confronté à de nombreuses restrictions dans sa carrière de journaliste.
En mai 2019, Amnesty International a affirmé que l'Arabie saoudite avait utilisé le logiciel Pegasus de NSO Group pour cibler des militants et des journalistes, y compris Khashoggi. Le directeur adjoint d'Amnesty Tech a affirmé que «des gouvernements connus pour leurs violations scandaleuses des droits humains» utilisent ce logiciel pour traquer les dissidents et les défenseurs des droits humains. The Kingdom Came to Canada, un rapport du Citizen Lab, montre comment Omar Abdulaziz, un autre activiste saoudien résidant au Canada, a été pris pour cible par le gouvernement saoudien pour accéder aux conversations sensibles qu'il a eues avec son ami Jamal Khashoggi. Abdulaziz avait également intenté une action en justice en décembre 2018, alléguant que les autorités saoudiennes utilisaient le logiciel espion Pegasus pour pirater son téléphone et accéder à ses conversations.

## Cinéma et télévision
Les cinémas publics sont devenus illégaux en 1983 lorsque les religieux conservateurs ont considéré les cinémas comme ayant une influence corruptrice, affirmant que les films occidentaux et arabes étaient «contraires aux enseignements de l'islam».
Au fil du temps, l'interdiction des salles de cinéma a été contrecarrée par l'introduction de la télévision par satellite et des téléchargements de vidéos, ainsi que par les Saoudiens qui visitaient régulièrement Dubaï et Bahreïn, où ils pouvaient se rendre librement dans les cinémas publics. Alors que les citoyens tentaient de contourner certaines de ces restrictions, le gouvernement saoudien a allégé ses réglementations, mais a maintenu un certain niveau de censure. Le gouvernement a initialement interdit la possession de récepteurs de télévision par satellite en 1994. Cependant, après qu'un pourcentage de plus en plus important de la population ait acheté des récepteurs satellite et se soit abonné à divers forfaits de programmation, le gouvernement saoudien est devenu plus disposé à tolérer la télévision par satellite tant que le contenu de la programmation n'était pas pornographique, critique du gouvernement saoudien ou de l'islam.
Les cas de censure se sont poursuivis principalement en raison du contenu des émissions. En 2005, deux épisodes de American Dad!, Stan of Arabia: Part 1 and Part 2, ont été interdits par le gouvernement saoudien.  
En 2008, des appelants lors d'une émission en direct sur la chaîne d'information Al-Ikhbariya ont manifesté leur mécontentement face aux dernières augmentations de salaire du gouvernement et ont fait des remarques critiques à l'égard de certains responsables saoudiens. Le ministre de l'Information, Iyad Madani, a ensuite limogé le directeur du réseau, Muhammad Al-Tunsi, et l'a remplacé par l'un de ses assistants personnels. Le ministre a également annoncé une suspension temporaire de la diffusion en direct de toutes les chaînes de télévision publiques saoudiennes.
Ces dernières années, le pays s'est orienté vers la levée des restrictions sur le cinéma. En 2007, deux hôtels ont été autorisés à projeter des films pour enfants américains, pour célébrer la fin du Ramadan.

## Internet
L'Arabie saoudite contrôle tout le trafic Internet en provenance de l'extérieur du pays. Un filtrage d'Internet y est réalisé, avec un logiciel de Secure Computing. Depuis octobre 2006, la Commission des technologies de l'information et des communications (CITC) s'occupe de la structure et du filtrage DNS en Arabie saoudite. En outre, un certain nombre de sites sont bloqués, selon deux listes maintenues à jour par l'Unité des services Internet (ISU): une contenant des sites «immoraux» (principalement pornographiques ou de soutien des droits LGBT) et des sites faisant la promotion de l'idéologie chiite, les autres basés sur les instructions d'un comité de sécurité dirigé par le ministère de l'Information (y compris les sites critiques du gouvernement saoudien). Une caractéristique intéressante de ce système est que les citoyens sont encouragés à signaler activement les sites «immoraux» à bloquer, principalement pour adultes et pornographiques, en utilisant un formulaire Web disponible sur le site Web du gouvernement.
La base juridique initiale du filtrage de contenu est la résolution du Conseil des ministres du 12 février 2001. Selon une étude réalisée en 2004 par l'OpenNet Initiative, «la censure la plus agressive s'est concentrée sur la pornographie, la consommation de drogue, les jeux d'argent, la conversion religieuse des musulmans et le filtrage des outils de contournement». De plus, l'Arabie saoudite bloque les sites Web affiliés à l'Iran, au Hezbollah, aux groupes au Yémen, aux sites Web associés aux Frères musulmans en Syrie et aux informations liées à l'Holocauste. L'Arabie saoudite, comme d'autres pays, utilise souvent la technologie d'entreprises occidentales, telles que SmartFilter, propriété américaine, afin de filtrer automatiquement les sites Web en fonction de certains sujets. Le gouvernement surveille également les pics inhabituels de trafic Internet liés au contenu qu'il souhaite censurer. Un exemple de ce filtrage a été observé après le meurtre du journaliste Jamal Khashoggi en 2018 : le nombre de sites Web censurés en Arabie saoudite aurait alors doublé, en particulier les sites Web de services d'information étrangers tels que Fox News et la Société Radio-Canada.  

### Censure sur diverses plates-formes

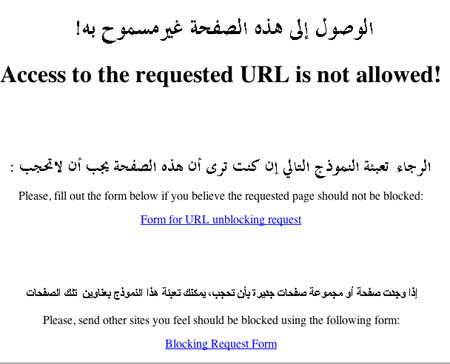
Exemple de FAI saoudien bloquant un site Web

En 2011, le gouvernement saoudien a introduit de nouvelles règles et réglementations sur Internet qui obligent tous les journaux et blogueurs en ligne à obtenir une licence spéciale du ministère de l'Information. Les militants libéraux sont surveillés à la fois sur les blogs et sur les réseaux sociaux. Dans une affaire très publique en 2012, un blogueur, Raif Badawi, a été condamné à 10 ans de prison et 1 000 coups de fouet et à une interdiction de 10 ans de travailler dans les médias ou de voyager à l'étranger.
Le 11 juillet 2006, le gouvernement saoudien a bloqué l'accès à Wikipédia et à Google Traduction, qui étaient utilisés pour contourner les filtres sur les sites bloqués en les traduisant,. Des pages spécifiques de Wikipédia ont été censurées par l'Arabie saoudite en 2011, comme une page traitant de la théorie de l'évolution,.  
YouTube n'est pas bloqué dans le pays. Cependant, en 2014, l'Arabie saoudite a prévu de réglementer les entreprises locales produisant du contenu pour YouTube. L'Autorité générale des médias audiovisuels, un organisme de surveillance récemment créé, a publié une déclaration publique pour réglementer le travail des chaînes YouTube. Ils prévoyaient de censurer le matériel de nature « terroriste » qui, selon la règle proposée, sera tout contenu qui « perturbe l'ordre public, ébranle la sécurité de la société ou met en danger son unité nationale, ou fait obstacle au système principal de gouvernement ou nuit à la réputation de l’État ».
Le gouvernement saoudien a commencé à bloquer les communications Internet via des applications en ligne telles que Skype et WhatsApp en 2013, en raison des craintes que des militants puissent utiliser ces plates-formes. Dans le cadre des réformes économiques du pays visant à stimuler les entreprises et à diversifier l'économie, le gouvernement a levé l'interdiction en 2017. Cependant, le CITC a confirmé que les appels seront toujours surveillés et censurés, à la fois sur les applications mondiales et locales.
Les plateformes de médias sociaux telles que Twitter et Facebook sont largement utilisées en Arabie saoudite, puisque près 30% des utilisateurs de Twitter du monde arabe se connectent depuis l'Arabie saoudite. Twitter est devenu une plate-forme importante pour exprimer la dissidence. Cependant, des citoyens libéraux, et plus récemment des conservateurs, ont été arrêtés et parfois condamnés à des peines, telles que des peines de prison et des amendes, pour avoir critiqué le gouvernement sur ces réseaux sociaux. Le gouvernement aurait contribué à l'utilisation de bots et de « trolls » humains afin de minimiser le travail de ses détracteurs sur Twitter.
Le 13 juillet 2020, les archives publiques ont mis au jour que le gouvernement britannique vendait des écoutes téléphoniques, des logiciels espions et d'autres équipements à 17 régimes répressifs, dont l'Arabie saoudite, les Émirats arabes unis, Bahreïn et la Chine.
En septembre 2020, deux contributeurs de la Wikipédia en arabe sont arrêtés : Osama Khalid est condamné à 5 puis 32 ans de prison tandis que Ziyad al-Sofiani est condamné à une peine de 8 années de prison à la prison d'Al Hayer.

## Voir également
- Comité pour la promotion de la vertu et la prévention du vice
- Cinéma saoudien
- Censure des droits des LGBT en Arabie saoudite